# University of Santo Tomas
De University of Santo Tomas (UST) of volledig Pontifical and Royal University of Santo Tomas - Catholic University of the Philippines is een rooms-katholieke universiteit in Manilla.
De universiteit werd op 28 april 1611 opgericht als het Colegio de Nuestra Señora del Santísimo Rosario. Later werd de naam veranderd in Colegio de Santo Tomas, naar de Dominicaanse theoloog Thomas Aquinas. Op 20 november 1645 werd het college door Paus Innocentius X verheven tot een universiteit. De universiteit claimt daarmee de oudste nog bestaande universiteit van de Filipijnen te zijn. De University of San Carlos in Cebu City werd weliswaar eerder opgericht, maar is pas sinds 1948 een universiteit.
De universiteit is samengesteld uit enkele autonome faculteiten, colleges, scholen en instituten. Op elk daarvan kan hoger onderwijs gevolgd worden. Enkele opleidingen zijn door de Commission on Higher Education geaccrediteerd als Centers of Development en Centers of Excellence. De campus van de universiteit bevindt zich in het district Sampaloc in Manilla. De huidige campus werd in 1927 gebouwd, toen de bestaande campus in Intramuros ontoereikend werd bevonden voor het groeiende aantal studenten. De campus is een vierkant terrein van 215.000 m².
Aan de University of Santo Tomas hebben vele prominente personen gestudeerd, waaronder enkele heiligen, presidenten, volkshelden, kunstenaars, en wetenschappers.

## Geschiedenis
Het ontstaan van de University of Santo Tomas is terug te voeren naar de Dominicaanse aartsbisschop van Manilla Miguel de Benavides, die in 1605 overleed. In zijn testament had de aartsbisschop opgenomen dat zijn bezittingen ter waarde van 1500 peso en zijn boekencollectie gebruikt diende te worden voor de oprichting van een instituut voor hoger onderwijs. De Dominicaanse broeder Bernardo de Santa Catalina voerde Benavides laatste wens uit door met het geld dat was aangevuld met de nalatenschap van enkele andere overleden personen een gebouw te kopen in de buurt van de Dominicaanse kerk en abdij in Intramuros. De koning verleende in 1609 toestemming voor het oprichten van een college. Zodoende werd op 28 april 1611 de Colegio de Nuestra Señora del Santísimo Rosario' opgericht. Later werd de naam veranderd in Colegio de Santo Tomas naar de Dominicaanse theoloog Thomas Aquinas. Op 20 november 1645 werd het college door Paus Innocentius X verheven tot een universiteit, waarmee het na de Universidad Máximo van de Jezuïeten (1590) de tweede door de paus en de koning goedgekeurde universiteit van de Filipijnen werd.

## Campus

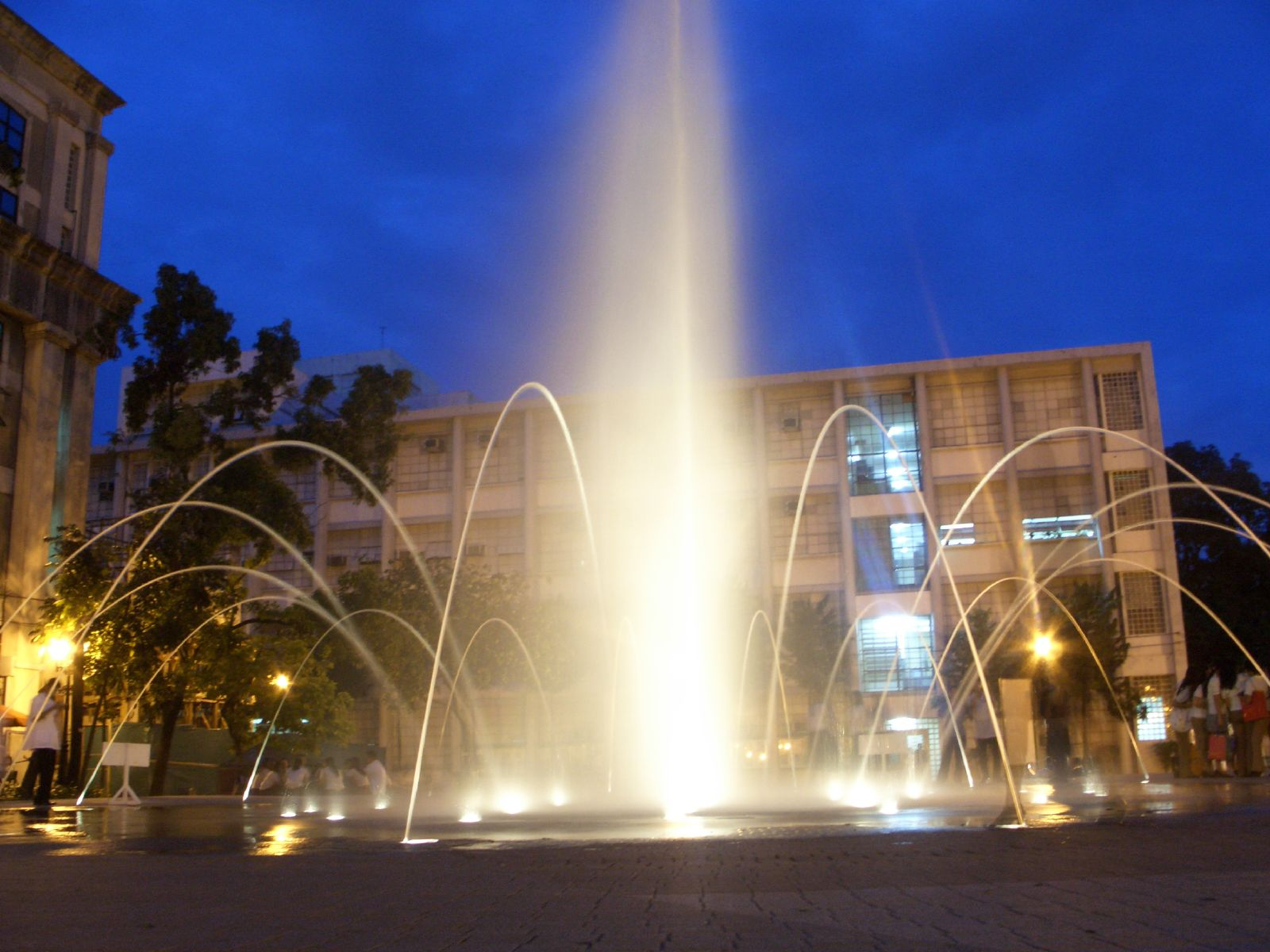
De UST Quadricentennial Fountain

De University of Santo Tomas is sinds haar oprichting gevestigd in Manilla. In 1927 verhuisde de universiteit vanwege ruimtegebrek door een groeiend aantal studenten van de oude ommuurde stad Intramuros naar het huidige campusterrein in Sampaloc. De campus van de UST is een vierkant terrein van 21,5 hectare groot dat wordt begrensd door España Boulevard, P.Noval, A.H. Lacson en Dapitan Street. De eerste gebouwen die daar verrezen waren het hoofdgebouw (Main Building), de Santisimo Rosarion Parish, de UST Gym en de Arch of the Centuries. Ter ere van het 400-jarige bestaan van de universiteit werd tussen het hoofdgebouw en de Miguel de Benavides-bibliotheek het Quadricentennial Square aangelegd als vervanging van het Colaycopark en het UST Coorperative Center. De belangrijkste blikvangers op het plein zijn de Quadricentennial Fountain en Quattromondial. De fontein is een ontwerp van Industron Inc., het bureau dat ook het Cultural Center of the Philippines ontwierp, en werd onthuld in 2007. Quattromondial is bijna 10 meter hoog kunstwerk gemaakt van brons en glas door Ramon Orlina, een beeldhouwer en aluminus van UST.
De universiteit is bezig om nieuwe campusterreinen te ontwikkelen in Santa Rosa (60 hectare), General Santos (80 hectare) en Negombo, Sri Lanka (5 hectare). De bedoeling is dat deze vestigingen in 2011, wanneer de universiteit haar 400-jarige bestaan viert, gereed zijn.
In het hoofdgebouw op de campus in Sampaloc is ook het UST Museum of Arts and Sciences gevestigd. De geschiedenis van het museum van de universiteit is terug te voeren tot 1682. Daarmee is dit het oudste museum van de Filipijnen.

## Enkele bekende alumni en oud-studenten
- Mariano Gómez (?), priester en martelaar;
- José Burgos (1859), priester en martelaar;
- Cayetano Arellano (1862), opperrechter Filipijns hooggerechtshof;
- Victorino Mapa (1865), opperrechter Filipijns hooggerechtshof;
- Manuel Araullo (1876), opperrechter Filipijns hooggerechtshof;
- Felipe Agoncillo (1879), diplomaat en politicus;
- Marcelo H. del Pilar (1880), schrijver en leider van de Filipijnse revolutie;
- Gregorio Aglipay (1882), oprichter van de Philippine Independent Church;
- José Rizal (niet afgestudeerd), nationale held van de Filipijnen;
- Antonio Luna (?), generaal Filipijnse Revolutie;
- Apolinario Mabini (1894), opperrechter Filipijns hooggerechtshof;
- Fernando María Guerrero (?), schrijver en dichter;
- Ramon Avancena (1898), opperrechter Filipijns hooggerechtshof;
- Manuel Quezon (1903), president van de Filipijnen;
- Sergio Osmeña (1903), president van de Filipijnen;
- Claro Recto (1914), senator en rechter Filipijns hooggerechtshof;
- José Laurel (1919), president van de Filipijnen;
- Roberto Concepcion (1924), opperrechter Filipijns hooggerechtshof;
- Alfredo Santos (1925), nationaal wetenschapper;
- Diosdado Macapagal (1936), president van de Filipijnen;
- Arturo Tolentino (1937), vicepresident van de Filipijnen;
- Jose Diokno (niet afgestudeerd), mensenrechtenadvocaat en politicus;
- Oscar Cruz (1950), rooms-katholiek aartsbisschop;
- Andres Narvasa (1951), opperrechter Filipijns hooggerechtshof;
- Renato Corona (2011), opperrechter Filipijns hooggerechtshof.